# Poudreries réunies de Belgique
De Poudreries réunies de Belgique, afgekort PRB, (Verenigde Kruitfabrieken van België) was het op één na grootste bewapeningsbedrijf van België en produceerde munitie.
Voor de Eerste Wereldoorlog bestonden er verschillende kleinere explosievenfabrieken in België. Op initiatief van de Generale Maatschappij van België (GMB) fuseerden enkele van deze fabrieken in 1919 tot de nieuwe onderneming Poudreries réunies de Belgique.

## Historiek

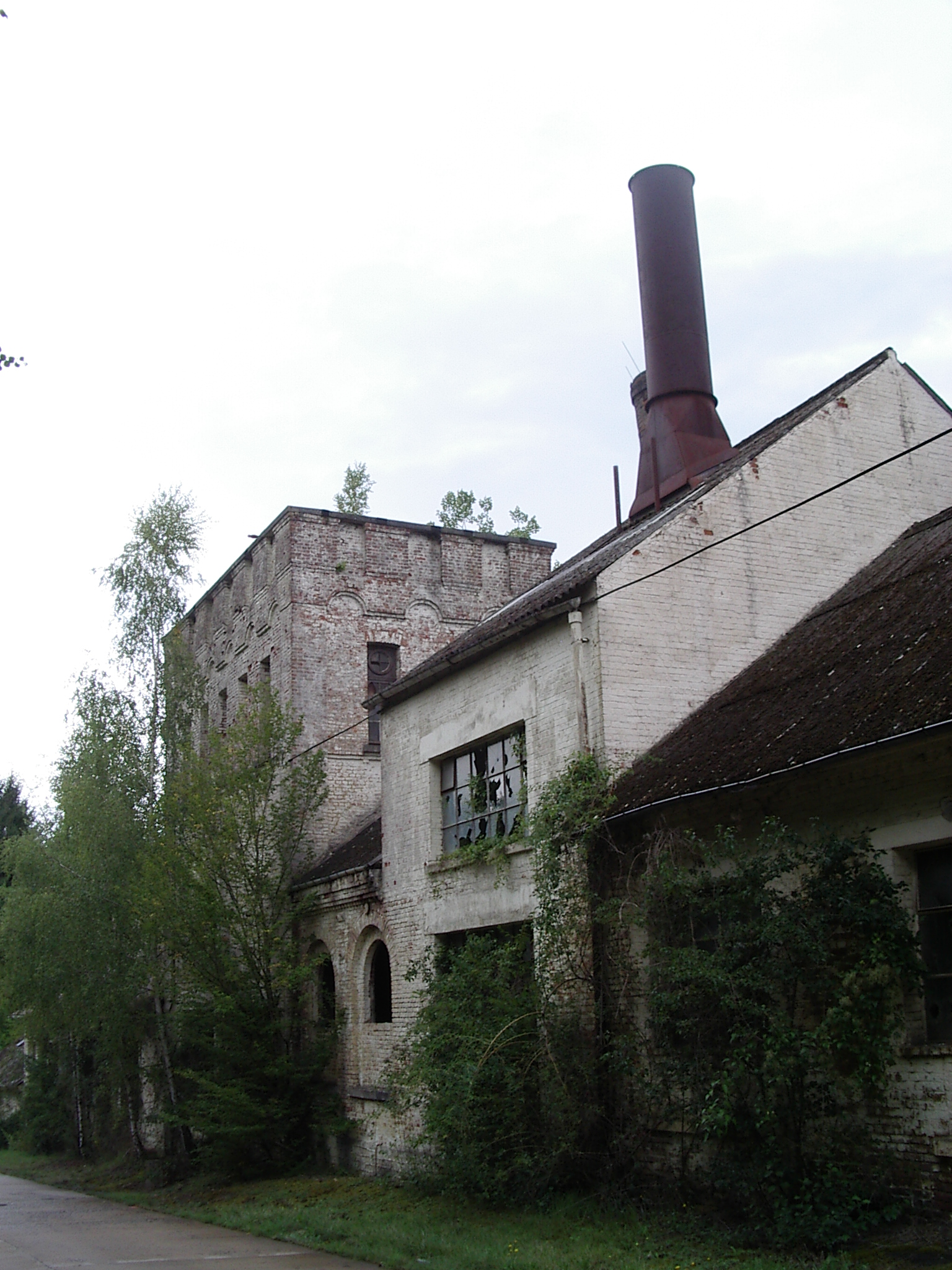
Voormalige fabriek PMB in Matagne-la-Grande

PRB werd gevormd door bedrijfsfusies in de loop van vele jaren. Onder de overgenomen bedrijven waren de poederfabriek in Casteau (bij Bergen), de poederfabriek in Herentals, de explosievenfabriek Muller et Cie. in Clermont-sous-Huy (Engis) (opgericht in 1850), de poederfabriek in Ben-Ahin (Huy), La Forcite in Balen (opgericht in 1881) en een dynamietfabriek in Matagne-la-Grande.
Tegen 1979 had PRB 73 fabrieken in vijf divisies: 
- Industrial Explosives,
- Foams,
- Chemicals,
- Armour & Mechanics en
- Miscellaneous.

De hoofdzetel van het bedrijf bevond zich in Brussel. De militaire productie was gevestigd in Matagne, Clermont-sous-Huy, Vivegnis, Mechelen, Kaulille en Balen. De productie van landmijnen was gevestigd in Matagne-la-Petite (plastic en metalen onderdelen), Kaulille (explosieven) en Balen (laboratorium). Er was ook een dochteronderneming, Forges de Zeebrugge.

## Financiële problemen
De Generale Maatschappij verwaarloosde als grootste aandeelhouder de ontwikkeling van PRB. Nadat PRB in de jaren tachtig in financiële moeilijkheden kwam, groepeerde SGB het met andere chemische bedrijven als het nieuwe GECHEM. In 1988 pompte GMB nieuw kapitaal in GECHEM en verhoogde haar participatie van 80% tot 90%. De fusie van de verschillende ondernemingen bracht echter niet het verhoopte economische succes. GMB splitste PRB in 1989 weer af van GECHEM en verkocht het aan de Britse Astra Holding. 
Gedurende deze periode daalde het aantal arbeidsplaatsen gestaag: in 1983 waren er 2.500 werknemers, in 1988 1.900 werknemers en in 1987 nog 1.570 werknemers. Onder Astra daalde het aantal werknemers tot 1.500 in 1989 en werd Forges de Zeebrugge verkocht aan Thomson Brandt Armament.
Na beschuldigingen van interne fraude, weigerde Astra verder te investeren in PRB, wat leidde tot het faillissement van PRB in 1990. Het bedrijf werd in delen verkocht. De fabriek in Matagne-la-Grande ging naar het defensiebedrijf Mecar en de fabriek in Clermont-sous-Huy naar de Société nationale des poudres et des explosifs. Ook de resterende onderdelen werden verkocht of ontmanteld. Met het faillissement van PRB eindigde de productie van antipersoneelsmijnen in België jaren voor het productieverbod als gevolg van het Verdrag van Ottawa.
Het sterk ingekrompen GECHEM richtte zich op de schuimproductie en werd in 1992 omgedoopt tot Recticel en in 1998 verkocht aan Compagnie du Bois Sauvage.